# Монтпилијер (Северна Дакота)
Монтпилијер (енгл. Montpelier) град је у америчкој савезној држави Северна Дакота.

## Демографија
По попису из 2010. године број становника је 87, што је 16 (-15,5%) становника мање него 2000. године.
| Група             | 2000.       | 2010.       |
| Белци             | 102 (99,0%) | 87 (100,0%) |
| Афроамериканци    | 1 (1,0%)    | 0 (0,0%)    |
| Азијати           | 0 (0,0%)    | 0 (0,0%)    |
| Хиспаноамериканци | 0 (0,0%)    | 0 (0,0%)    |
| Укупно            | 103         | 87          |